# Незграбна
«Незграбна» (англ. Awkward, також «Незграба» або «Доробало») — комедійний телесеріал, створений американськими кінематографами.
Прем'єра серіалу відбулася 19 липня 2011 року. MTV продовжили серіал на другий сезон 24 серпня 2011 року, прем'єра якого відбулася 28 червня 2012 року до 10:30 вечора. 25 липня 2012 його було офіційно продовжено на третій сезон, який складається з 20 епізодів. Трансляція почалась 16 квітня 2013 в 10:00 вечора. Перша частина 3 сезону завершилася 27 червня 2013. Решта третього сезону шоу транслювалась з 22 жовтня 2013. Прем'єра 4-го сезону — 15 квітня 2014 року.

## Сюжет
Серіал розповідає про непросте, але насичене цікавими подіями, життя однієї молодої і симпатичної дівчини. Трохи незграбній Дженні Гамільтон (Ешлі Рікардс) всього лише п'ятнадцять, але вона вже хоче жити повноцінним дорослим життям. Школярка бажає привернути до себе увагу. Її бажання збувається, коли через незграбний інцидент вся школа вважає, що вона намагалася покінчити з собою. Тепер нарівні з непотрібною репутацією суїцидальної школярки, їй доводиться справлятися з щоденними проблемами, які супроводжують життя підлітка.

## Перший сезон
Дженна Гамільтон (Ешлі Рікардс) — звичайна американська старшокласниця. Вона старанно вчиться в школі і мріє завоювати увагу Метті (Бо Мірчофф). Але зробити перший крок у бік красеня школи Дженна боїться. Таким чином всі її мрії так би і залишилися мріями, якби з нею не стався нещасний випадок. За збігом безглуздих обставин Дженна покалічилася у власній ванній кімнаті. Всі її знайомі вирішили, ніби нещасний випадок — це спроба самогубства. Численні пов'язки і гіпс на тілі Дженни несподівано зробили її дуже популярною в школі. Нарешті непомітна дівчинка стала справжньою «зіркою» в шкільному соціумі. Тепер, коли Дженна більше не відчуває себе нікому не потрібною невидимкою, їй доведеться звикати до підвищеної уваги.

## Другий сезон
У другому сезоні серіалу глядачі знову зустрічаються з Дженною Гамільтон (Ешлі Рікардс). У нових серіях Дженна вже не так незграбна, як була в першому сезоні, але у неї як і раніше є безліч проблем, які необхідно вирішувати щодня. І ключовою проблемою для дівчини стає вибір її обранця. Дженна все ще небайдужа до Метті (Бо Мірчофф). Але чим більше проходить часу, тим виразніше вона розуміє, що не можна все життя будувати на мріях про одну людину. Дженна дорослішає і бачить, що поруч із нею є й інші гідні молоді люди. Головним конкурентом Метті стає Джейк Розаті (Бретт Даверн). Спокійний Джейк почав завойовувати увагу Дженни ще в першому сезоні серіалу.

## Акторський склад
Ешлі Рікардс — Jenna Hamilton
Бо Мірчофф — Matty McKibben
Джилліан Роуз Рід — Tamara «T» Kaplan
Бретт Даверн — Jake Rosati
Ніккі ДеЛоач — Lacey Hamilton
Моллі Тарлов — Sadie Saxton
Дезі Лайдік — Valerie Marks
Джессіка Лу — Ming Huang
Майк Файола — Kevin Hamilton
Грір Грэммер — Lissa
Нолан Фанк — Collin Jennings